# 総力報道!NEWS LIVE くまもと
『総力報道!NEWS LIVE くまもと』（そうりょくほうどう!ニュースライブくまもと）は、RKK熊本放送で、2009年3月30日から2011年9月30日まで平日夕方に放送されていたローカルニュース番組である。

## 概要
JNN系列内の一部系列局では『総力報道!THE NEWS』（以下『総力報道』と表記）、もしくは『THE NEWS』の題名を使用したローカルニュースを放送する局があったが、それらの多くは全国版に内包するローカルコーナーという位置づけでとされていたが、RKKでは形式上は別番組（コンプレックス）として放送された。新聞のテレビ欄やRKKホームページのテレビ番組表などでは、放送開始時刻が18:05からとなっているが、実際は18:07:00から本番組が開始されていた。
また『ニュースの森くまもと』時代から続いていた『RKKワイド夕方いちばん』（以下『夕方いちばん』と表記）の内包という形式ではなくなり、別番組化。これまでの『夕方いちばん』から切り離して、ローカルニュースだけを独立した番組として放送することになった。
スタジオセットは、前番組『夕方いちばんNEWS』のセットをそのまま継承したが、本番組に合わせてマイナーチェンジされている。
番組キャスターには、前番組『夕方いちばんNEWS』のキャスター・宮脇利充を引き続き起用し、RKKアナウンサーから報道部に異動した江上浩子、お天気キャスターに福嶌佳奈が新たに起用された。『ヤン坊マー坊天気予報』も本番組内で放送されている。なお、お天気コーナーの前半は、RKK本社玄関前からの中継扱いとなる。
前番組の『夕方いちばんNEWS』では、スポーツコーナーで県内のスポーツだけでなく全国のスポーツを放送していたが、当番組では全国のスポーツのみを放送した。また『総力報道』内で19時頃に放送されていた「THE NEWS 特集」の予告も流れた。なお県内関係のスポーツの話題は、一般のニュースと同様に伝えるため、スポーツコーナーは設けていなかったが、ロアッソ情報と県内関係のスポーツの話題を伝える時はBGMを流した。

### 2009年秋改編
親番組である『総力報道』の改編に合わせ、2009年9月28日放送より本番組も一部変更となった。放送時間が5分前倒しされるほか、『夕方いちばんNEWS』の放送開始から4年半に渡りキャスターを務めていた宮脇利充に替わり、『夕方いちばんNEWS』でキャスターを務めた経験があり、番組終了後半年間はキャスターを退いていた報道部所属の佐々木慎介を新たに番組キャスターに起用。佐々木は前番組終了後、半年ぶりに再びRKKで平日夕方放送されるローカルニュース番組のキャスターとなった（宮脇と佐々木は前番組でキャスターを務めていた）。
また9月25日以前まで宮脇とともにメインキャスターを務めている江上浩子を引き続き起用し、宮脇に替わり江上が番組の進行役となった。
なお、前枠『イブニングワイド』からステブレレスで本番組に接続していた。番組開始時にCGを駆使した映像が流れるが、映像の中には本番組のタイトルロゴは一切出なかった。
お天気キャスターには、引き続き福嶌佳奈を起用している。9月25日以前は、お天気コーナー前半はRKK本社玄関前からの中継扱いだったが、現在は前番組同様スタジオから伝えている。また『イブニングワイド』内で放送されていたスポーツコーナー「最速!スポーツ」を番組内で全国スポーツとして18時28分頃に時差ネットして放送していた。
スタジオセットはこれまでと変わらないが、番組リニューアルに合わせてマイナーチェンジしたほか、テーマ音楽やBGMは一新された。

### 2010年春改編
2010年3月29日よりキー局の改編に伴い、放送開始時間がこれまでに比べ15分遅れの18:15となった。同時に一部内容が変更され、お天気キャスターは福嶌佳奈に代わり、宮川京子に交代した。同日より『総力報道』の後番組として『Nスタ』がスタートしたが、同日以降もJNN系列局のローカルニュースで唯一『総力報道』を冠したまま番組は継続された。
見出しタイトル（テロップ）はJNNニュースと同じ形態に変更（右下には「NEWS LIVE くまもと」と表示）。スポーツコーナーとして、『イブニングワイド』放送時と同様に『Nスタ』内で放送されていた「こちら運動部」を放送していた。
2011年10月の『夕方いちばん』の放送時間拡大に伴い、2011年9月30日で終了。後番組となる『夕方いちばんNEWS』（第2期、『夕方いちばん』に内包）には江上と佐々木がニュース担当キャスターとして引き続き出演している。

## 出演者
メインキャスター
- 江上浩子（RKK報道部所属）
- 佐々木慎介（同上）

お天気キャスター
- 宮川京子

ロアッソ情報
- 山崎雄樹（RKKアナウンサー）

過去の出演者
| 期間      | 期間      | メインキャスター | メインキャスター | お天気キャスター |
| 期間      | 期間      | 男性             | 女性             | お天気キャスター |
| --------- | --------- | ---------------- | ---------------- | ---------------- |
| 2009.3.30 | 2009.9.25 | 宮脇利充         | 江上浩子         | 福嶌佳奈         |
| 2009.9.28 | 2010.3.26 | 佐々木慎介       | 江上浩子         | 福嶌佳奈         |
| 2010.3.29 | 2011.9.30 | 佐々木慎介       | 江上浩子         | 宮川京子         |

## 放送時間
（以下、JST）
- 2009年3月30日 - 2009年9月25日 月曜 - 金曜 18:05 - 18:40
- 2009年9月28日 - 2010年3月26日 月曜 - 金曜 18:00 - 18:35
- 2010年3月29日 - 2011年9月30日 月曜 - 金曜 18:15 - 18:50